# Marguerite Vigier
Marguerite Vigier, née le 1er décembre 1895 à La Couronne où elle est morte le 3 janvier 1953, est une poétesse française du XXe siècle.

## Biographie
Léonie Anne Marie Marguerite Vigier, née le 1er décembre 1895 à La Couronne, est la fille de Léonard Vigier, comptable (né vers 1863) et de Henriette Marie Jeanne Anna Grimaud (née vers 1867).
En 1922, elle habite à Angoulême avec sa mère et sa sœur Léone, où elle épouse Paul Émile Léon Landré de la Sauvagerie (commis architecte né à Pont-Audemer en octobre 1895) le 25 octobre 1927.
Elle publie des poèmes dans plusieurs revues : Soirs d’hiver, Le Sommeil, La Lettre, La Violette, Contemplation, Clair de lune, Vers l’aube, Le Revoir, Crépuscule, en 1925 dans Le Bon plaisir ; Pauvres petits oiseaux, La Mort, Une Journée d’automne, en 1927 et La Bise en 1928 dans La Brise ; Pour ne plus voir que lui, en 1925, Lui en 1926 et Le Printemps, En automne en 1927 dans Septimanie ; Leur dernière soirée en 1928, dans La Femme de France ; Les Fleurs et La Lettre à la petite sœur en vacances en 1929 dans Les Dimanches de la femme.
Marguerite Vigier meurt à La Couronne le 3 janvier 1953.

## Œuvres principales
- Les Effeuillements, 1920[15]

## Distinctions
- 1950 : Prix du Rohan